# Ivar Jacobson
Ivar Hjalmar Jacobson (2 de septiembre de 1939, Ystad - ), es un ingeniero sueco en Ciencias de la computación. 
Inventó el diagrama de secuencia y desarrolló los diagramas de colaboración. También impuso el uso de diagramas de estado de transición para describir los flujos de mensajes entre los componentes. Fue uno de los desarrolladores originales del SDL (lenguaje de especificación), que se convirtió en estándar en 1967. 

## Carrera profesional
Obtuvo su maestría en Ingeniería Eléctrica en la Universidad Tecnológica Chalmers (Chalmers tekniska högskola) de Gotemburgo en 1962, y un doctorado en la Universidad Tecnológica Real (Kungliga Tekniska högskolan) de Estocolmo en 1985, con una tesis sobre lenguaje constructor para grandes sistemas en tiempo real. 
En 1967 propuso la utilización de componentes de software en el desarrollo de la nueva generación de conmutadores telefónicos controlados, que Ericsson estaba desarrollando. Para ello inventó diagramas de secuencia y desarrolló diagramas de colaboración. También aplicó diagramas de transición de estado para describir el flujo de mensajes entre los componentes. 
Pensó que era necesario hacer planes de desarrollo de software y fue uno de los desarrolladores originales de SDL (lenguaje de descripción y especificación). En 1967, SDL se convirtió en un estándar en la industria de las telecomunicaciones. 
También inventó casos de uso como una forma de especificar los requisitos funcionales de software. 
En abril de 1987, dejó Ericsson y fundó la empresa Objective Systems. Una mayoría de las acciones de la compañía fue adquirida por Ericsson en 1991, y la compañía fue renombrada Objectory AB.
Ivar Jacobson desarrolló el proceso de software OOSE en Objectory AB alrededor de 1992. 
En octubre de 1995 Ericsson vendió Objectory AB a la firma Rational Software, y Jacobson comenzó a trabajar con Grady Booch y James Rumbaugh, primero para crear el Lenguaje Unificado de Modelado (UML) y posteriormente para desarrollar el Proceso Unificado Racional (RUP). En 2003 Rational Software fue adquirida por IBM e Ivar decidió renunciar, pero se quedó en la empresa hasta mayo de 2004, como técnico consultor ejecutivo. 
A mediados de 2003 formó Ivar Jacobson International (IJI), que es un paraguas de la empresa Ivar Jacobson Consulting (IJC), que opera en 4 continentes y cuenta con oficinas en el Reino Unido, EE. UU., Escandinavia, China, Corea, Singapur y Australia. 
En noviembre de 2005, Jacobson anunció la Essential Unified Process (EssUP), una nueva "práctica" centrada en el proceso de desarrollo de software. Se trata de un nuevo comienzo a la integración de prácticas eficaces de entre los tres principales campos de proceso: el proceso unificado, los métodos ágiles y el proceso de madurez. Cada uno de ellos contribuye diferentes capacidades: estructura, la agilidad y la mejora de procesos. 
Jacobson ha descrito a EssUP como un "súper ligeros y ágiles". RUP y la IJC han integrado EssUP en Microsoft Visual Studio Team System, y Eclipse.

## Obras escritas
- Ivar Jacobson, Magnus Christerson, Patrik Jonsson, Gunnar Overgaard. Object-Oriented Software Engineering: A Use Case Driven Approach (ACM Press) Addison-Wesley, 1992, ISBN 0201544350
- I. Jacobson, M. Ericsson, A. Jacobson. The Object Advantage: Business Process Reengineering With Object Technology (ACM Press), 1994, Addison-Wesley, ISBN 0201422891
- Ivar Jacobson, Martin Griss, Patrik Jonsson. Software Reuse: Architecture, Process, and Organization for Business Success (ACM Press) Addison-Wesley, 1997, ISBN 0201924765
- Grady Booch, James Rumbaugh, Ivar Jacobson. The Unified Modeling Language User Guide (2nd Edition), Addison-Wesley Professional, 2005, ISBN 0321267974
- Ivar Jacobson, Grady Booch, James Rumbaugh. The Unified Software Development Process, Addison-Wesley Professional, 1999, ISBN 0201571692
- James Rumbaugh, Ivar Jacobson, Grady Booch. The Unified Modeling Language Reference Manual (2nd Edition), Addison-Wesley Professional, 2004, ISBN 0321245628
- Francis Valderrama, Pan-Wei Ng. Aspect-Oriented Software Development With Use Cases (Addison-Wesley Object Technology Series), 2004, Addison-Wesley, ISBN 0321268881